# Арнолд VII фон Зирк
Арнолд VII фон Зирк (на немски: Arnold VII von Sirck; * 1403; † между 19 ноември и 31 декември 1443) от благородническата фамилията фон Зирк е граф на Зирк (на френски: Sierck-les-Bains), господар на Фрауенберг, граф на Монклер в Лотарингия.

## Произход
Той е син на граф Арнолд VI фон Зирк, граф фон Монклер, господар на Форбах, бургграф на Фрауенбург (* 1366; † между 24 юни 1441/24 април 1446) и втората му съпруга Лиза Байер фон Бопарт († 21 декември 142), дъщеря на Конрад Байер фон Бопарт († 1425) и Мари де Паройе († 1395). Внук е на Якоб фон Зирк-Фрауенбург († 1386) и Елизабет де Монтклер († сл. 1424). Правнук е на рицар Арнолд фон Зирк († 1371) и Анна (Аделхайд) фон Сарбрюк († сл. 1345). Потомък е на Арнолд III фон Зирк († сл. 1280/1283).
Баща му е женен първи път за фон Етендорф († сл. 1399) и трети път сл. 1423 г. за Елиза (Елизабет) фон Керпен († сл. 1427).
Баща му Арнолд VI фон Зирк (1366 – 1455) построява замък Майнсберг, днес известен като замък Малбрук, който дълги години е главна резиденция на фамилията.
Арнолд VII фон Зирк е по-малък полубрат на духовника Филип фон Зирк († 8 септември 1492), на Якоб фон Зирк († 28 май 1456), архиепископ и курфюрст на Трир (1439 – 1456), и на Елизабет фон Зирк († сл. 1468), омъжена за пр. 20 септември 1426 г. за Йохан фон Керпен-Варсберг († 1462). Брат е на Каспар фон Зирк-Фрауенберг († 2 юли 1431 в битката при Булгнéвил), Катарина, омъжена за Томас фон Керпен, Илинген, Варсберг († сл. 1474), Хилдегард († 1481), омъжена I. на 12 януари 1430 г. за Вилхелм фон Мандершайд, Кайл, Вартенщайн († 17 март 1456), II. сл. 17 март 1456 г. за бургграф Йохан фон Райнек († 2 януари 1457), на Йоханета фон Зирк († сл. 1484), омъжена I. на 30 декември 1439 г. в Сарбург за Буркард III фон Финстинген-Фалкенщайн († 9 август 1451), II. ок. 1459 г. за Валтер фон Дан (Тан) цу Васелнхайм († 1483), и на Маргарета фон Зирк (1405 – 1496), омъжена пр. 1437 г. за Йохан VI фон Ролинген, гранд маршал на Люксембург († 22 май 1457/5 ноември 1458).
Император Фридрих III издига господството Зирк през 1442 г. на имперско графство. Поради липса на мъжки наследници господството отива на графовете фон Сайн, след това на графовете фон Зулц.

## Фамилия
Арнолд VII фон Зирк се жени на 2 януари 1434 г. за вилд- и Рейнграфиня Ева фон Даун († сл. 1485), дъщеря на вилд- и Рейнграф Йохан III фон Даун († 1428) и вилдграфиня Аделхайд фон Кирбург-Шмидтбург-Флонхайм († 1438). Те имат четири дъщери:
- Хилдегард фон Зирк (* 1430; † сл. 14 май 1478), наследничка на Майнсберг и Фрауенберг, омъжена на 6 февруари/март 1455 г. за Герлах III фон Изенбург-Гренцау († сл. 18 юли 1500)
- Аделхайд фон Зирк († сл. 1508), омъжена пр. 1457 г. за Ханеман фон Лайнинген-Риксинген († 1506/1507)
- Елизабет фон Зирк (* 6 март 1435; † 20 юли 1489), I. сгодена на 9 септември 1448, омъжена на 22 май 1452 г. за граф Ханеман III фон Цвайбрюкен († 22 май/31 декември 1452), II. пр. 1 февруари 1453 г. за граф Герхард II фон Зайн (* 1417; † януари 1493)
- Маргарета фон Зирк (* 1437; † 14 февруари 1520), омъжена на 26 октомври 1451 г. за граф Йохан V фон Салм, барон де Вивиерс (* 29 юни 1431; † 14 юни 1485)